# Folke Truedsson

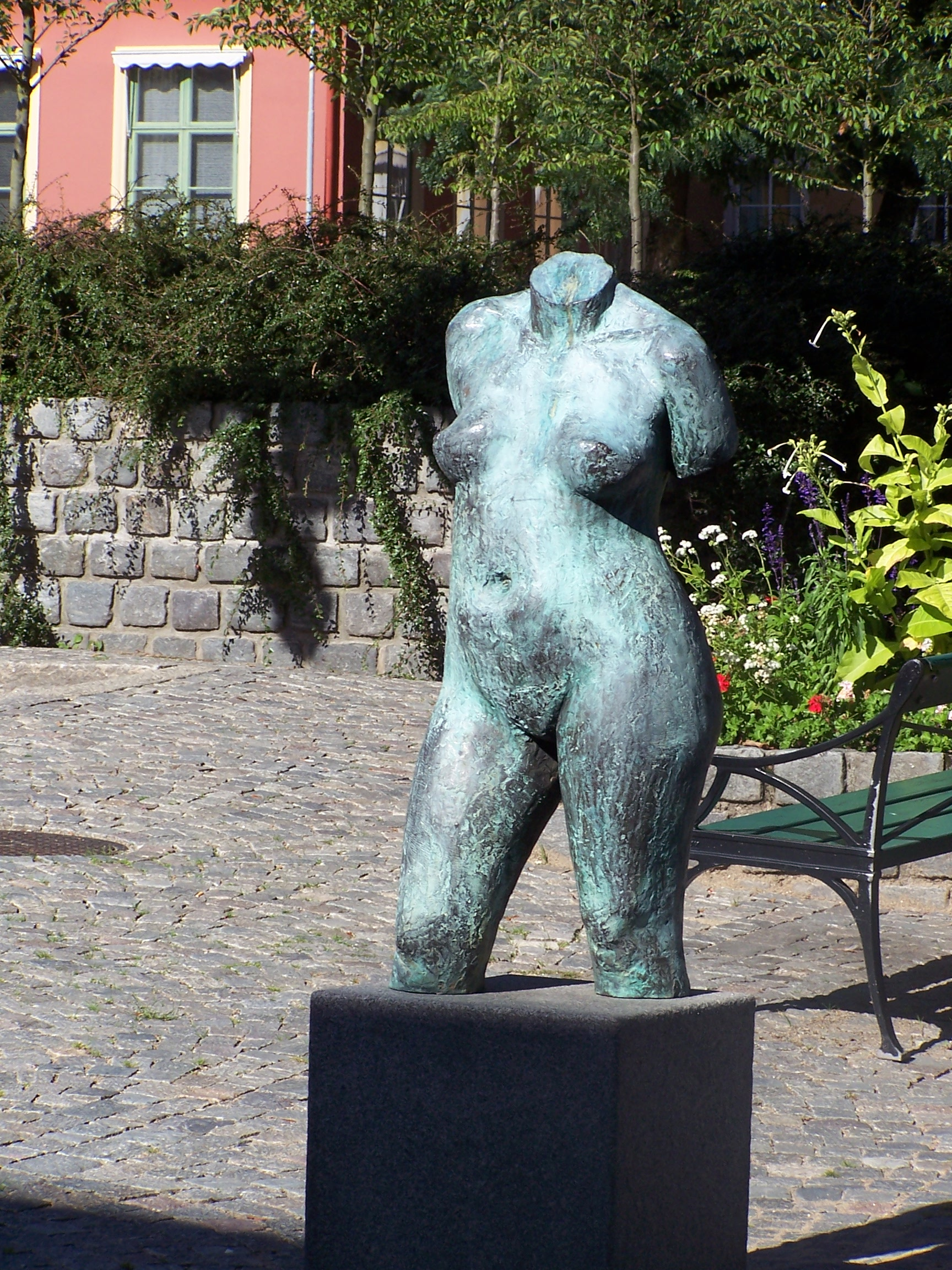
"Torso" i Sölvesborg

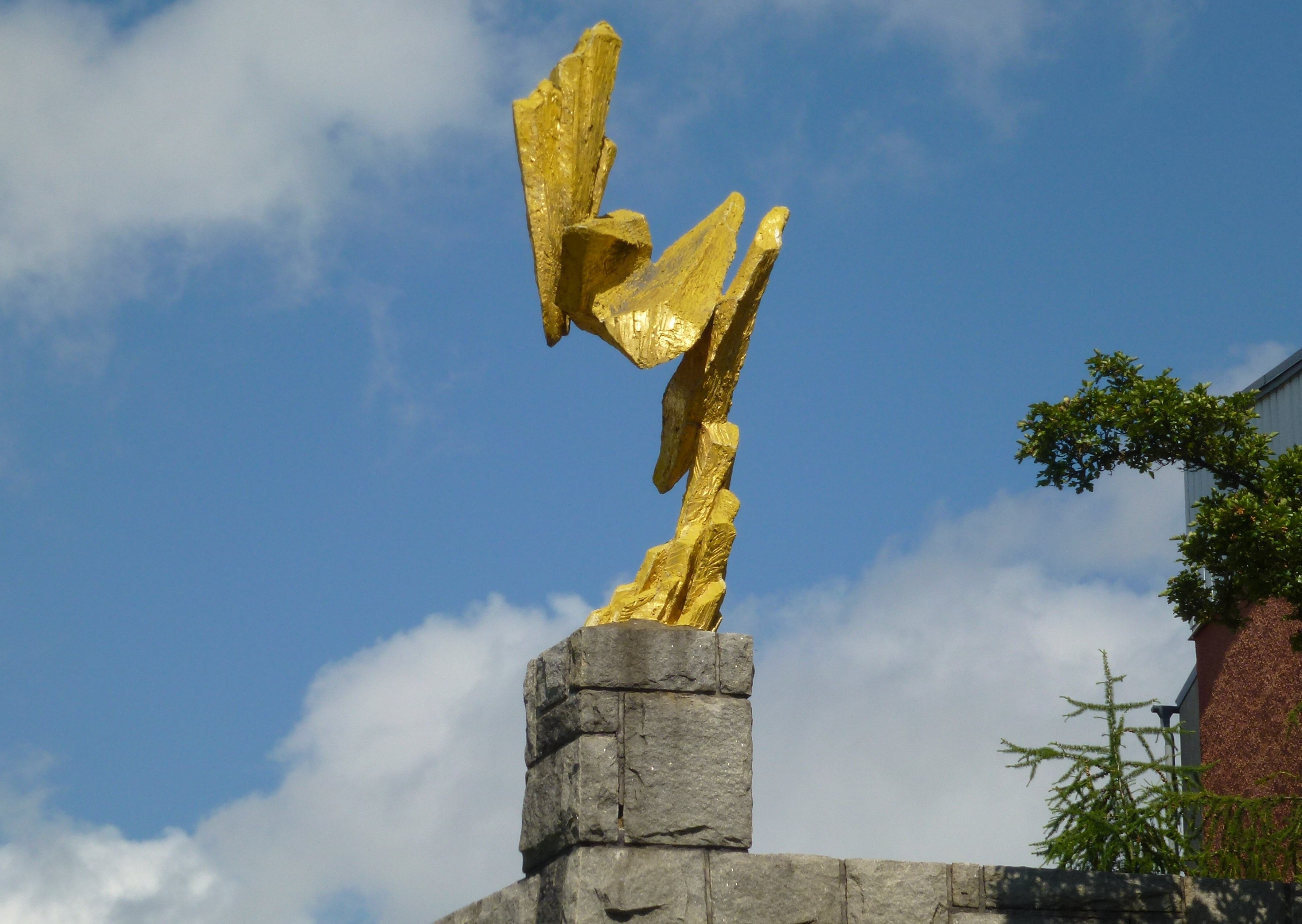
"Kaskad" i Hjulsta i Stockholm

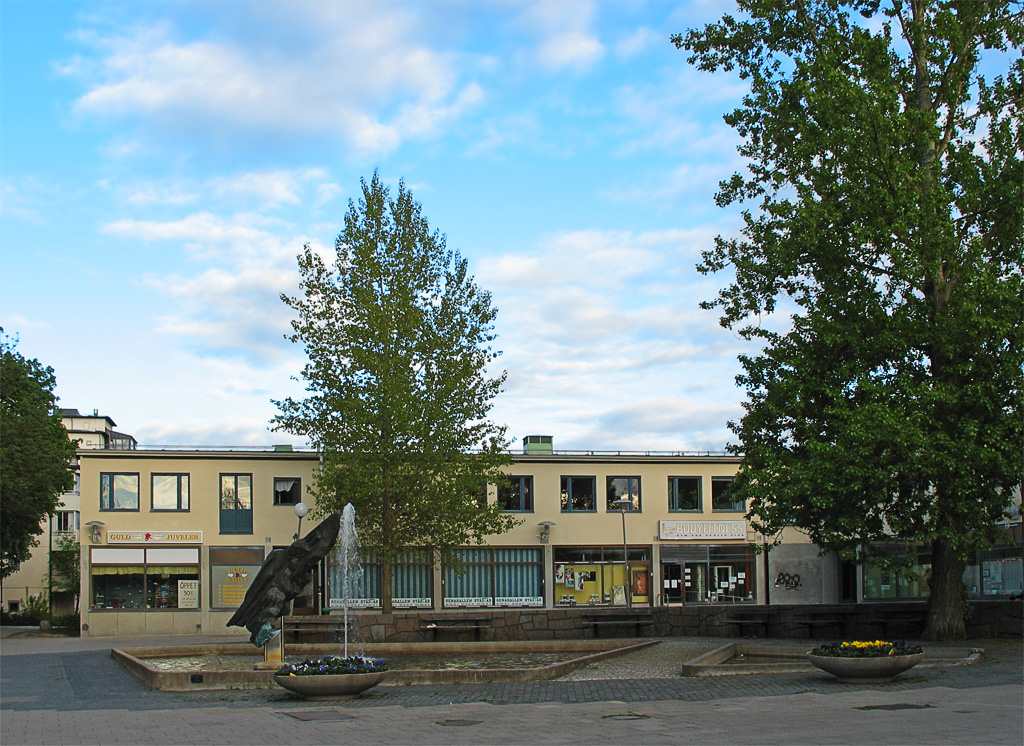
"Horisontal" i Bandhagen i Stockholm

Folke Evald Truedsson, född 19 mars 1913 i Kristianstad, död 1 juni 1989 i Röschenz i Schweiz, var en svensk skulptör.

## Utbildning och liv
Folke Truedsson var son till järnvägstjänstemannen Alfred Truedsson och Lydia Johansson och från 1937 gift med läraren Swea Olson. Han utbildade sig först till metall- och träslöjdlärare vid Tekniska skolan i Stockholm och Slöjdseminariet i Nääs och arbetade som lärare under flera år.
Han utbildade sig i skulptur vid Kungliga konsthögskolan i Stockholm 1939–1945 för bland andra Eric Grate och Isaac Grünewald och genom självstudier under resor till bland annat Danmark, Tyskland, Schweiz och Italien. Han tilldelades det Ribbingska stipendiet 1946, stipendium från Kungafonden 1957, Konstakademiens Winqvistska resestipendium 1958 samt statliga arbetsstipendier.
Han debuterade separat 1957, vid 44 års ålder på Sturegalleriet i Stockholm med en kollektion skulpturer. Han presenterade sina arbeten på talrika separatutställningar och tillsammans med Cliff Holden ställde han ut på Göteborgs konsthall 1960 och tillsammans med Ragnar von Holten, Lennart Iverus och Patrik Jordan på Lunds konsthall. Han medverkade i utställningen Skulpturer i Natur som visades på Skansen 1948 och utställningar med samma namn som visades av Trädgårdsföreningen i Göteborg 1955, Kulturhistoriska museet i Lund och Norrvikens trädgårdar i Båstad. Han var representerad i Nordiska konstnärsförbundets utställning i Odense, skulpturbiennalen i Amsterdam, Kunstnernes Efteraarsudstilling i Köpenhamn, Nutida svensk skulptur på Liljevalchs konsthall samt svenska konstutställningar på Galerie Raymond Creuze i Paris 1964 och i Aten 1965.
Han fick så småningom många uppdrag för offentlig konst. Idag pryder omkring 50 delvis monumentala verk i brons, sten eller betong olika offentliga byggnader, platser och museer. Det mest kända verket är den över 100 kvadratmeter stora väggreliefen Pelarsal i ofärgad betong på Radiohuset i Stockholm från 1962–1965. År 1982 bosatte han sig i schweiziska Röschenz, där han dog efter en längre sjukdom.
| ”                                                     | När man riktar sig inåt anmäler sig en för mig påtaglig verklighet, som jag aldrig kunnat bortförklara. Jag upplever den som mystik, som dynamisk kraft eller som en mäktig tystnad, som ett tidlöst flöde av rörelse - liv. Bland mångfalden av upplevelser är det för min del dock dessa immateriella värden, som jag är mest angelägen att ge uttryck åt.” "Formerna skall uttrycka eller bidra till att skapa en atmosfär utanför formerna. Det är det som är själva innehållet. Om man vill att det skall finnas en mening med konsten är det viktigt att skapa en atmosfär som påverkar människan. | „ |
| – Folke Truedsson om sig själv, om formen och konsten | |   |

## Offentliga verk i urval
- Torso, brons, 1946, i Sölvesborg
- Vertikal tystnad, 1964, brons, Djäkneparksskolan i Norrköping
- Horisontell formation, brons, Ljungarumsskolan i Jönköping, 1970
- Kaskad, 1971, Tensta/Hjulsta
- Horisontal, 1973, i Bandhagens centrum, Stockholm
- Nordisk Konstmedaljserie, 1976
- Betongvägg i Nya Radiohuset, Stockholm
- Hinc robur et securitas, 1964, betongrelief i entrén till Svenska Handelsbankens nybyggnad, Gävle
- Väggdekoration, Stenungsunds tingshus
- Vattenskulptur för Försvarsmakten, Stockholm
- Vatten- och ljusskulptur Vivalla bostadsområde, Örebro
- Skulptur, skola, Eslöv: Bronsblomma
- Relief, Långbro sjukhus, Stockholm
- Skulptur, Museigården, Kristianstad: Sinfonia
- Marmorskulptur, Minneslunden Krematoriet, Helsingborg: Komposition
- Skulptur, Nya Krematorielunden, Kristianstad
- Lansettgrupp, skulptur Tingstorget, Ängelholm
- Glasfönster, St. Martinskirche, Pfeffingen, Schweiz
- Sinfonia, Mühleplatz Aesch

- Truedsson är representerad vid bland annat Moderna museet,[5] Nationalmuseum[6] i Stockholm, Lunds universitets konstmuseum och Kalmar konstmuseum[7]